# Mycodrosophila elegans
Mycodrosophila elegans är en tvåvingeart som beskrevs av Wheeler och Hajimu Takada 1963. Mycodrosophila elegans ingår i släktet Mycodrosophila och familjen daggflugor. Inga underarter finns listade i Catalogue of Life.